# 莫斯科門站
莫斯科門站（羅馬化：Moskovskiye vorota）是聖彼得堡地鐵的一個車站。莫斯科門站開通於1961年4月29日，站名來自於附近的莫斯科凱旋門。莫斯科門站是莫斯科－彼得格勒線的車站。